# Комета
Коме́та (от др.-греч. κομήτης, komḗtēs — «волосатый», «косматый») — небольшое небесное тело, обращающееся вокруг Солнца по весьма вытянутой орбите в виде линии конического сечения. При приближении к Солнцу комета образует кому и иногда хвост из газа и пыли.
На август 2021 года обнаружено 6996 комет, которые попадают во внутреннюю область Солнечной системы или область планет.

## Общие сведения
Предположительно, долгопериодические кометы прилетают во внутреннюю Солнечную систему из облака Оорта, в котором находится огромное количество кометных ядер. Тела, находящиеся на окраинах Солнечной системы, как правило, состоят из летучих веществ (воды, метана и других газов), испаряющихся при подлёте к Солнцу.
На данный момент обнаружено более 400 короткопериодических комет. Из них около 200 наблюдалось в более чем одном прохождении перигелия. Многие из них входят в так называемые семейства. Например, большинство самых короткопериодических комет (их полный оборот вокруг Солнца длится 3—10 лет) образуют семейство Юпитера. Немного малочисленнее семейства Сатурна, Урана и Нептуна (к последнему, в частности, относится знаменитая комета Галлея).

Кометы движутся по вытянутым эллиптическим орбитам. Обратите внимание на два различных хвоста.

Кометы, прибывающие из глубин космоса, выглядят как туманные объекты, за которыми тянется хвост, иногда достигающий в длину нескольких миллионов километров. Ядро кометы представляет собой тело из твёрдых частиц, окутанное туманной оболочкой, которая называется комой. Ядро диаметром в несколько километров может иметь вокруг себя кому в 80 тыс. км в поперечнике. Потоки солнечных лучей выбивают частицы газа из комы и отбрасывают их назад, вытягивая в длинный дымчатый хвост, который движется за ней в пространстве.
Яркость комет очень сильно зависит от их расстояния до Солнца. Из всех комет только очень малая часть приближается к Солнцу и Земле настолько, чтобы их можно было увидеть невооружённым глазом. Самые заметные из них иногда называют «большими (великими) кометами».
Многие из наблюдаемых нами метеоров («падающих звёзд») имеют кометное происхождение. Это потерянные кометой частицы, которые сгорают при попадании в атмосферу планет.
Результаты исследования спектра межзвёздной кометы 2I/Борисова показывают, что кометы в других планетных системах могут образовываться в результате процессов, аналогичных тем, которые привели к образованию комет в облаке Оорта в Солнечной системе.

## Номенклатура
За минувшие столетия правила именования комет неоднократно меняли и уточняли. До начала XX века большинство комет называлось по году их обнаружения, иногда с дополнительными уточнениями относительно яркости или сезона года, если комет в этом году было несколько. Например, «Большая комета 1680 года», «Большая сентябрьская комета 1882 года», «Дневная комета 1910 года» («Большая январская комета 1910 года»).
После того как Галлей доказал, что кометы 1531, 1607 и 1682 годов — это одна и та же комета, и предсказал её возвращение в 1759 году, данная комета стала называться кометой Галлея. Вторая и третья известные периодические кометы получили имена Энке и Биэлы в честь учёных, вычисливших их орбиты, несмотря на то, что первая комета наблюдалась ещё Мешеном, а вторая — Мессье в XVIII веке. Позже периодические кометы обычно называли в честь их первооткрывателей. Кометы, наблюдавшиеся лишь в одном прохождении перигелия, продолжали называть по году появления.
В начале XX века, когда открытия комет стали частым событием, было выработано соглашение об именовании комет, которое остаётся актуальным до сих пор. Комета получает собственное имя только после того, как её обнаружат три независимых наблюдателя. В последние годы множество комет открывается с помощью инструментов, которые обслуживают большие команды учёных; в таких случаях кометы именуются по инструментам. Например, комета C/1983 H1 (IRAS — Араки — Алкока) была независимо открыта спутником IRAS и любителями астрономии Гэнъити Араки (яп. 荒貴源一) и Джорджем Алкоком (англ. George Alcock). В прошлом, если одна группа астрономов открывала несколько комет, к именам добавляли номер (но только для периодических комет), например, кометы Шумейкеров — Леви 1—9. Сейчас рядом инструментов ежегодно открывается множество комет, что сделало такую систему непрактичной. Вместо этого используют специальную систему обозначения комет.
До 1994 года кометам сначала давали временные обозначения, состоявшие из года их открытия и латинской строчной буквы, которая указывает порядок их открытия в данном году (например, комета Беннетта была девятой кометой, открытой в 1969 году, и при открытии получила временное обозначение 1969i). После того, как комета проходила перигелий, её орбита надёжно устанавливалась, и комета получала постоянное обозначение, состоявшее из года прохождения перигелия и римского числа, указывавшего на порядок прохождения перигелия в данном году. Так, комете 1969i было дано постоянное обозначение 1970 II (вторая комета, прошедшая перигелий в 1970 году).
По мере увеличения числа открытых комет эта процедура стала очень неудобной. В 1994 году Международный астрономический союз одобрил новую систему обозначений комет. Сейчас в название кометы входит год открытия, буква, обозначающая половину месяца, в котором произошло открытие, и номер открытия в этой половине месяца. Эта система похожа на ту, которая используется для именования астероидов. Таким образом, четвёртая комета, открытая во второй половине февраля 2006 года, получает обозначение 2006 D4. Перед обозначением кометы ставят префикс, указывающий на природу кометы. Используются следующие префиксы:
- P/ — короткопериодическая комета (то есть комета, чей период меньше 200 лет, или которая наблюдалась в двух или более прохождениях перигелия);
- C/ — долгопериодическая комета;
- I/ — межзвездная комета, т.е. комета с эксцентриситетом орбиты большим 1;
- X/ — комета, достоверную орбиту для которой не удалось вычислить (обычно для исторических комет);
- D/ — кометы разрушились или были потеряны;
- A/ — объекты, которые были ошибочно приняты за кометы, но реально оказавшиеся астероидами.

Например, комета Хейла — Боппа, первая комета, открытая в первой половине августа 1995 года, получила обозначение C/1995 O1.
Обычно после второго замеченного прохождения перигелия периодические кометы получают порядковый номер. Так, комета Галлея впервые была обнаружена в 1682 году. Её обозначение в том появлении по современной системе — 1P/1682 Q1.
В Солнечной системе имеется семь тел, которые числятся и в списке комет, и в списке астероидов. Это (2060) Хирон (95P/Хирон), (4015) Вильсон — Харрингтон (107P/Вильсона — Харрингтона), (7968) Эльст — Писарро (133P/Эльста — Писарро), (60558) Эхекл (174P/Эхекл), (118401) LINEAR (176P/LINEAR), (323137) 2003 BM80 (282P/2003 BM80) и (300163) 2006 VW139 (288P/2006 VW139).

## Строение комет
Основные газовые составляющие комет
| Атомы | Молекулы | Ионы |
| ----- | -------- | ---- |
| Н     | Н2O      | H2O+ |
| О     | О2       | H3O+ |
| С     | С3       | OH+  |
| S     | CN       | CO+  |
| Na    | СН       | CO2+ |
| Fe    | СО       | CH+  |
| Co    | HCN      | CN+  |
| Ni    | СH3CN    |      |
|       | H2CO     |      |

### Ядро

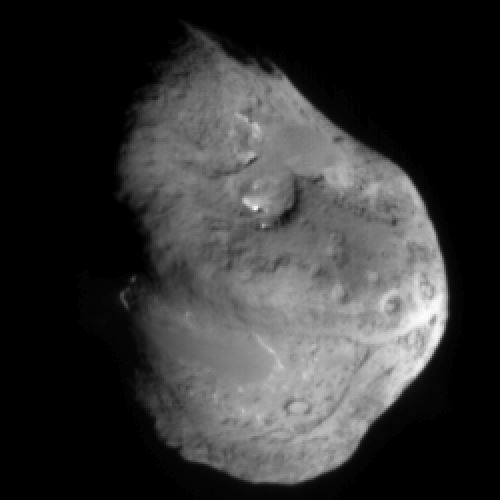
Ядро кометы Темпеля 1 (фото аппарата «Дип Импакт»)

Ядро — твёрдая часть кометы, в которой сосредоточена почти вся её масса. Ядра комет на данный момент недоступны телескопическим наблюдениям, поскольку скрыты непрерывно образующейся светящейся материей.
По наиболее распространённой модели Уиппла ядро — смесь льдов с вкраплением частиц метеорного вещества (теория «грязного снежка»). При таком строении слои замороженных газов чередуются с пылевыми слоями. По мере нагревания газы, испаряясь, увлекают за собой облака пыли. Это позволяет объяснить образование газовых и пылевых хвостов у комет.
Однако согласно исследованиям, проведённым с помощью запущенной в 2005 году американской автоматической станции Deep Impact, ядро состоит из очень рыхлого материала и представляет собой ком пыли с порами, занимающими 80 % его объёма.

### Кома
Кома — окружающая ядро светлая туманная оболочка чашеобразной формы, состоящая из газов и пыли. Обычно тянется от 100 тысяч до 1,4 миллиона километров от ядра. Давление света может деформировать кому, вытянув её в антисолнечном направлении. Кома вместе с ядром составляет голову кометы. Чаще всего кома состоит из трёх основных частей:
1. Внутренняя (молекулярная, химическая и фотохимическая) кома. Здесь происходят наиболее интенсивные физико-химические процессы.
2. Видимая кома (кома радикалов).
3. Ультрафиолетовая (атомная) кома[6].

### Хвост
У ярких комет с приближением к Солнцу образуется «хвост» — слабая светящаяся полоса, которая в результате действия солнечного ветра  чаще всего направлена в противоположную от Солнца сторону. Несмотря на то, что в хвосте и коме сосредоточено менее одной миллионной доли массы кометы, почти 99,9 % свечения, наблюдаемого при прохождении кометы по небу, происходит именно из этих газовых образований. Дело в том, что ядро очень компактно и имеет низкое альбедо (коэффициент отражения).
Хвосты комет различаются длиной и формой. У некоторых комет они тянутся через всё небо. Например, хвост кометы 1743-1744 годов был длиной 20 млн км. А Большая комета 1680 года (по современной системе — C/1680 V1) имела хвост, протянувшийся на 240 млн км. Также были зафиксированы случаи отделения хвоста от кометы (C/2007 N3 (Лулинь)).
Хвосты комет не имеют резких очертаний и практически прозрачны — сквозь них хорошо видны звёзды, — так как образованы из чрезвычайно разрежённого вещества (его плотность гораздо меньше, чем, к примеру, плотность газа, выпущенного из зажигалки). Состав его разнообразен: газ или мельчайшие пылинки, или же смесь того и другого. Состав большинства пылинок схож с астероидным материалом солнечной системы, что выяснилось в результате исследования кометы 81P/Вильда космическим аппаратом «Стардаст». По сути, это «видимое ничто»: человек может наблюдать хвосты комет только потому, что газ и пыль светятся. При этом свечение газа связано с его ионизацией ультрафиолетовыми лучами и потоками частиц, выбрасываемых с солнечной поверхности, а пыль просто рассеивает солнечный свет.
Теорию хвостов и форм комет разработал в конце XIX века русский астроном Фёдор Бредихин. Ему же принадлежит и классификация кометных хвостов, использующаяся в современной астрономии. Бредихин предложил относить хвосты комет к основным трём типам: прямые и узкие, направленные прямо от Солнца; широкие и немного искривлённые, уклоняющиеся от Солнца; короткие, сильно уклонённые от центрального светила.
Астрономы объясняют столь различные формы кометных хвостов следующим образом. Частицы, из которых состоят кометы, обладают неодинаковым составом и свойствами и по-разному отзываются на солнечное излучение. Таким образом, пути этих частиц в пространстве «расходятся», и хвосты космических путешественниц приобретают разные формы.
Скорость частицы, вылетевшей из ядра кометы складывается из скорости, приобретённой в результате действия Солнца — она направлена от Солнца к частице, и скорости движения кометы, вектор которой касателен к её орбите, поэтому частицы, вылетевшие к определённому моменту, в общем случае расположатся не на прямой линии, а на кривой, называемой синдинамой. Синдинама и будет представлять собой положение хвоста кометы в этот момент времени. При отдельных резких выбросах частицы образуют отрезки или линии на синдинаме под углом к ней, называемые синхронами. Насколько хвост кометы будет отличаться от направления от Солнца к комете, зависит от массы частиц и действия Солнца.
Для синдин значение {\displaystyle 1-\mu } одинаковое, а для синхрон различное.
Здесь
{\displaystyle 1-\mu ={\frac {F_{g}-F_{r}}{F_{g}}}}
{\displaystyle \mu ={\frac {F_{r}}{F_{g}}}}
{\displaystyle F_{g},F_{r}} — гравитационная сила притяжения и сила радиационного давления Солнца, что действует на частичку.
Порой у комет наблюдается антихвост — короткий хвост направленный в сторону Солнца. Антихвост — это проекция синхрон, образованных крупными частицами >10 мкм;
наблюдается, когда Земля расположена в плоскости орбиты кометы.

## Изучение комет
Люди всегда проявляли особый интерес к кометам. Их необычный вид и неожиданность появления служили в течение многих веков источником всевозможных суеверий. Древние связывали появление в небе этих космических тел со светящимся хвостом с предстоящими бедами и наступлением тяжёлых времён.

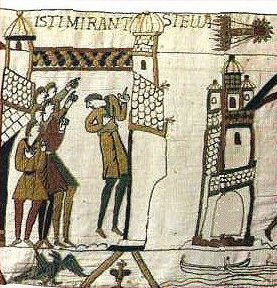
Появление кометы Галлея в 1066 году. Фрагмент гобелена из Байё, ок. 1070 года

В эпоху Возрождения в немалой степени благодаря Тихо Браге кометы получили статус небесных тел. В 1814 году Лагранж выдвинул гипотезу, что кометы произошли в результате извержений и взрывов на планетах, в XX веке эту гипотезу развивал С. К. Всехсвятский. Лаплас же считал, что кометы происходят из межзвёздного пространства.
Исчерпывающее представление о кометах астрономы получили благодаря успешным «визитам» в 1986 г. к комете Галлея космических аппаратов «Вега-1» и «Вега-2» и европейского «Джотто». Многочисленные приборы, установленные на этих аппаратах, передали на Землю изображения ядра кометы и разнообразные сведения о её оболочке. Оказалось, что ядро кометы Галлея состоит в основном из обычного льда (с небольшими включениями углекислых и метановых льдов), а также пылевых частиц. Именно они образуют оболочку кометы, а с приближением её к Солнцу часть из них — под давлением солнечных лучей и солнечного ветра — переходит в хвост.
Размеры ядра кометы Галлея, как правильно рассчитали учёные, равны нескольким километрам: 14 — в длину, 7,5 — в поперечном направлении.
Ядро кометы Галлея имеет неправильную форму и вращается вокруг оси, которая, как предполагал ещё немецкий астроном Фридрих Бессель (1784—1846), почти перпендикулярна плоскости орбиты кометы. Период вращения оказался равен 53 часам — что опять-таки хорошо согласовалось с вычислениями астрономов.
В 2005 г. космический аппарат НАСА «Дип Импакт» сбросил на комету Темпеля 1 зонд и передал изображения её поверхности.

### В России
Сведения о кометах появляются уже в древнерусском летописании в Повести временных лет. Летописцы обращали на появление комет особое внимание, поскольку их считали предвестницами несчастий — войны, мора и т. д. Однако какого-то особого названия для комет в языке древней Руси не существовало, поскольку их считали движущимися хвостатыми звёздами. В 1066 году, когда описание кометы впервые попало на страницы летописей, астрономический объект именовался «звезда велика; звезда привелика, луце имуши акы кровавы, въсходящи с вечера по заходе солнецьном; звезда образ копииныи; звезда… испущающе луча, еюже прозываху блистаньницю».
Слово «комета» проникает в русский язык вместе с переводами европейских сочинений о кометах. Его наиболее раннее упоминание встречается в сборнике «Бисер златый» («Луцидариус», лат. Lucidarius), представляющем собой нечто вроде энциклопедии, рассказывающей о мироустройстве. «Луцидариус» был переведён с немецкого языка в начале XVI века. Поскольку слово было новым для русских читателей, переводчик был вынужден пояснять его привычным наименованием «звезда»: «звезда комита даёт блистание от себе яко луч». Однако прочно в русский язык понятие «комета» вошло в середине 1660-х годов, когда в небе над Европой действительно появлялись кометы. Это событие вызвало массовый интерес к явлению. Из переводных сочинений русский читатель узнавал, что кометы совсем не похожи на звезды. Отношение же к появлению небесных тел как к знамениям сохранялось как в России, так и в Европе вплоть до начала XVIII века, когда появились первые сочинения, отрицающие «чудесную» природу комет.
Освоение европейских научных знаний о кометах позволило русским учёным внести собственный вклад в их изучение. Во второй половине XIX века астроном Фёдор Бредихин (1831—1904) построил полную теорию природы комет, происхождения кометных хвостов и причудливого разнообразия их форм.

### Исследователи комет
- Сергей Константинович Всехсвятский
- Генрих Крейц
- Сергей Владимирович Орлов
- Фёдор Александрович Бредихин

## Исследования с помощью космических аппаратов
| Комета                     | Комета | Посещение                           | Посещение | Посещение                 | Примечания                                                                                          |
| Название                   | Год открытия                                                                                                 | Космический аппарат                 | Дата      | Расстояние сближения (км) | Примечания                                                                                          |
| -------------------------- | --- | ----------------------------------- | --------- | ------------------------- | --------------------------------------------------------------------------------------------------- |
| 21P/Джакобини — Циннера    | 1900 | «Международный исследователь комет» | 1985      | 7800                      | Пролёт                                                                                              |
| Комета Галлея              | Появления известны с древних времён (не позже 240 г. до н. э.); периодичность появления обнаружена в 1705 г. | «Вега-1»                            | 1986      | 8889                      | Сближение                                                                                           |
| Комета Галлея              | Появления известны с древних времён (не позже 240 г. до н. э.); периодичность появления обнаружена в 1705 г. | «Вега-2»                            | 1986      | 8030                      | Сближение                                                                                           |
| Комета Галлея              | Появления известны с древних времён (не позже 240 г. до н. э.); периодичность появления обнаружена в 1705 г. | «Суйсэй»                            | 1986      | 151000                    | Сближение                                                                                           |
| Комета Галлея              | Появления известны с древних времён (не позже 240 г. до н. э.); периодичность появления обнаружена в 1705 г. | «Джотто»                            | 1986      | 596                       | Сближение                                                                                           |
| 26P/Григга — Скьеллерупа   | 1902 | «Джотто»                            | 1992      | 200                       | Сближение                                                                                           |
| 19P/Борелли                | 1904 | Deep Space 1                        | 2001      | ?                         | Сближение                                                                                           |
| 81P/Вильда                 | 1978 | «Стардаст»                          | 2004      | 240                       | Сближение; возврат образцов на Землю                                                                |
| 9P/Темпеля                 | 1867 | «Дип Импакт»                        | 2005      | 0                         | Сближение; столкновение специального модуля (ударника) с ядром                                      |
| 103P/Хартли                | 1986 | «Дип Импакт»                        | 2010      | 700                       | Сближение                                                                                           |
| 9P/Темпеля                 | 1867 | «Стардаст»                          | 2011      | 181                       | Сближение                                                                                           |
| 67P/Чурюмова — Герасименко | 1969 | «Розетта»                           | 2014      | 0                         | Выход на орбиту в качестве квазиспутника; первая в истории мягкая посадка на комету (модуль «Филы») |

### Планируемые исследования
Миссия Comet Interceptor (Перехватчик комет)
Доктор Хассингер объяснил, что исследование космическими аппаратами малой дальности необходимо для того, чтобы лучше понять разнообразие и эволюцию комет, поскольку примитивные кометы неизвестны. Он добавил, что нам нужно подготовиться к "такому же межзвездному небесному телу’.
Для достижения этой научной цели comet interceptor представляет собой нетронутую комету, или первозданную комету, в которой три космических аппарата и отдельные модули прибывают в точку L2 лагранжа Земли и Солнца Солнце-Земля и только начинают свое путешествие в Солнечную систему. Наблюдение за другими межзвездными объектами. Три космических аппарата проводят одновременные наблюдения вокруг кометы с разных направлений, генерируют 3D-профили новых объектов и приближаются к комете, которая ещё не была обнаружена.
Каждый из трех модулей, входящих в состав comet interceptor, будет оснащен полезной нагрузкой, отвечающей за различные исследования ядра кометы, газовой, пылевой и плазменной сред. Одновременное исследование трех модулей может оказать большую помощь в понимании динамических свойств примитивных комет в ответ на постоянно меняющуюся среду солнечного ветра. Ожидается, что comet interceptor эффективно использует наследие и технологии старшей миссии Европейского космического агентства. Он будет использовать камеру орбитального аппарата ExoMars Trace Gas Orbiter, анализатор пыли и плазмы, а также масс-спектрометр миссии Rosetta.
Запуск comet interceptor запланирован на 2028 год, и его планируют запустить одновременно с зондом Ariel, который фокусируется только на атмосфере чужих планет. Обе миссии прибудут в точку Лагранжа L2, и перехватчики comet будут использовать свою собственную двигательную установку для дальнейшего движения к новым целям.

## Кометы и Земля
Массы комет в космических масштабах ничтожны — примерно в миллиард раз меньше массы Земли, а плотность вещества из их хвостов практически равна нулю. Поэтому «небесные гостьи» никак не влияют на планеты Солнечной системы. Например, в мае 1910 года Земля проходила сквозь хвост кометы Галлея, но никаких изменений в движении нашей планеты не произошло.
С другой стороны, столкновение крупной кометы с планетой может вызвать крупномасштабные последствия в атмосфере и магнитосфере планеты. Хорошим и довольно качественно исследованным примером такого столкновения было столкновение обломков кометы Шумейкеров — Леви 9 с Юпитером в июле 1994 года.
Вероятность столкновения Земли с ядрами комет по расчётам эстонского астронома Эрнста Эпика:
| Диаметр ядра, км | Средний интервал между столкновениями, млн лет |
| ---------------- | ---------------------------------------------- |
| 0,5—1            | 1,3                                            |
| 1—2              | 5,6                                            |
| 2—4              | 24                                             |
| 4—8              | 110                                            |
| 8—17             | 450                                            |
| > 17             | 1500                                           |

По мнению американского астрофизика Лизы Рэндалл, периодические массовые вымирания в биосфере Земли происходили в результате столкновений с кометами из облака Оорта.

## Символ кометы
Символ кометы ☄ (может не отображаться в некоторых браузерах) в Юникоде находится под десятичным номером 9732 или шестнадцатеричным номером 2604 и может быть введён в HTML-код как &#9732; или &#x2604;.

## Галерея

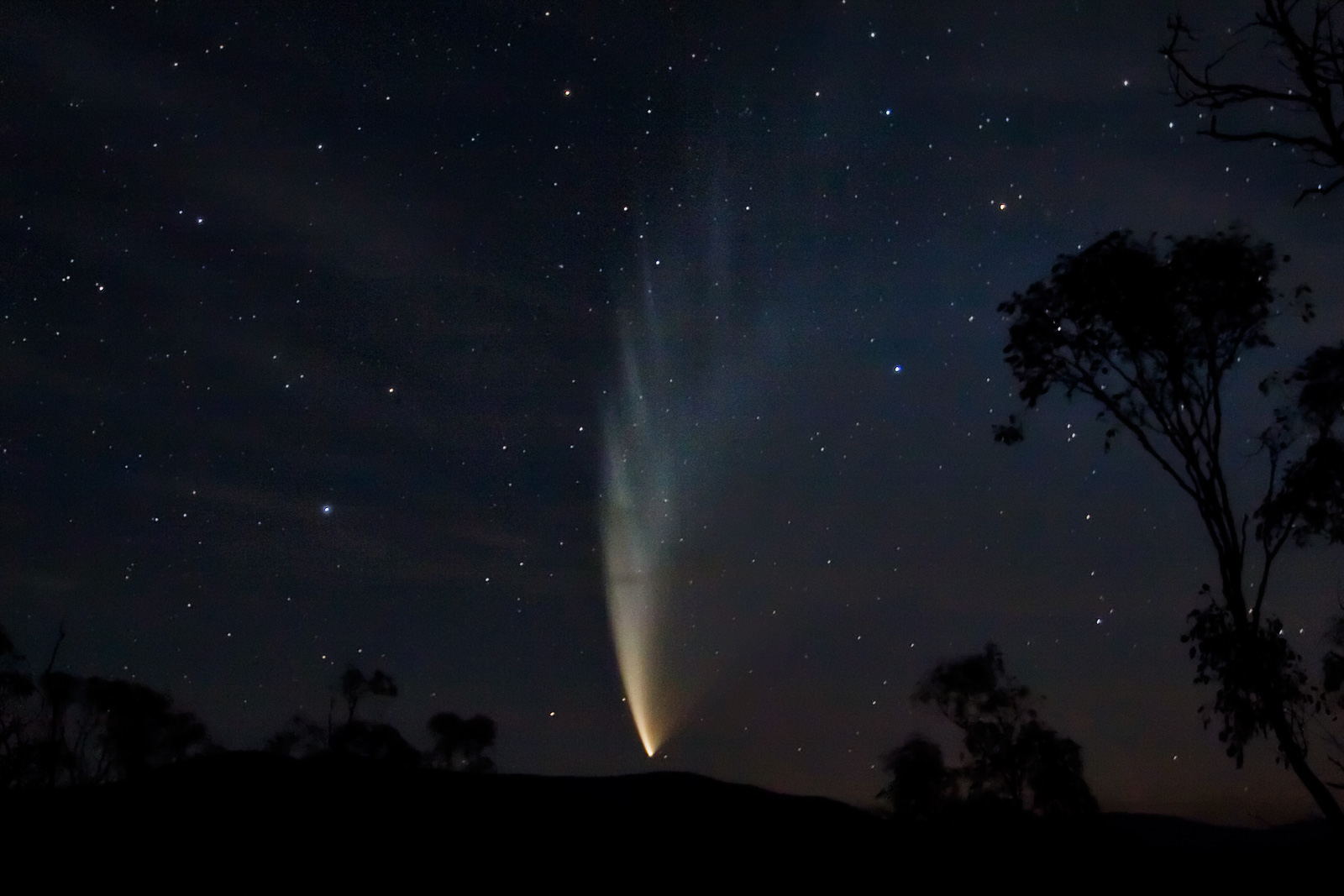
Комета C/2006 P1 (Макнота), также известная как Большая комета 2007 года; любительское фото
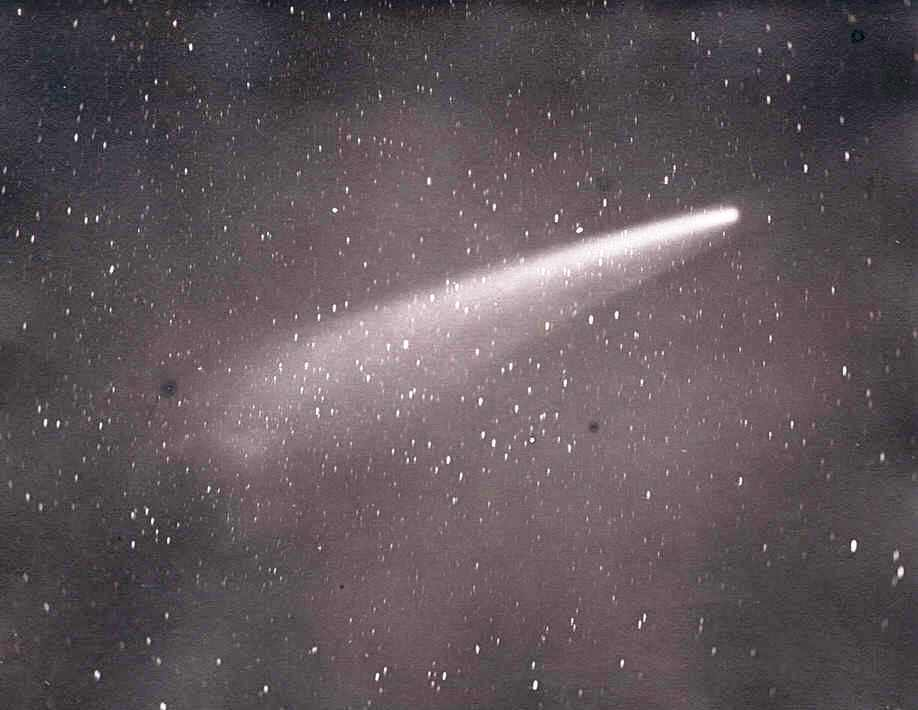
Большая комета 1882 года из группы околосолнечных комет Крейца; фото ЮААО
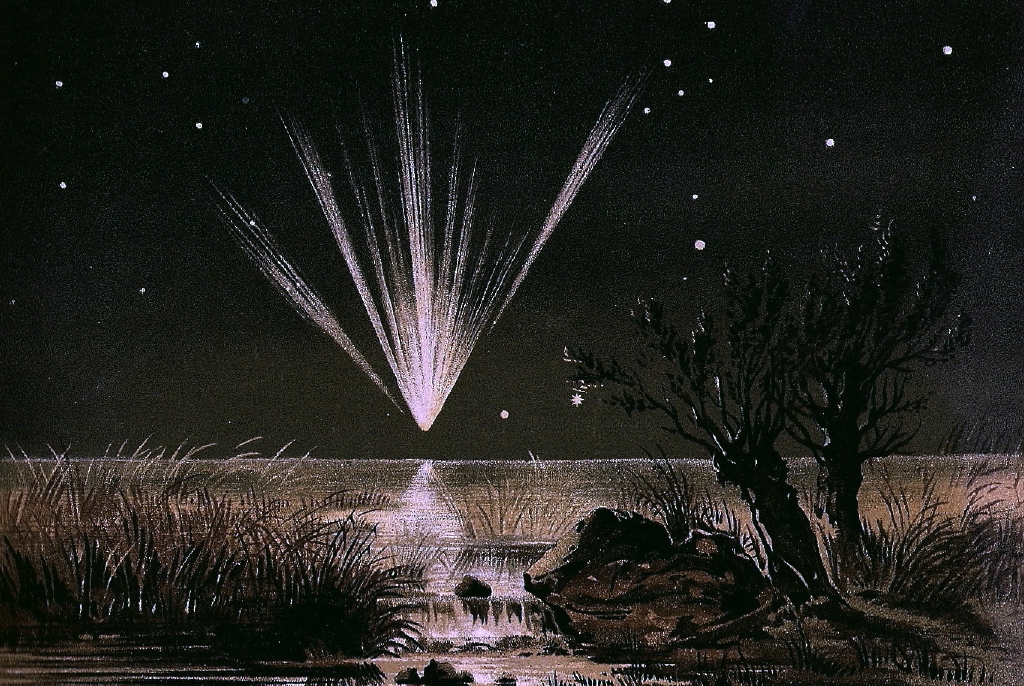
Большая комета 1861 года; рисунок Эдмунда Вайса
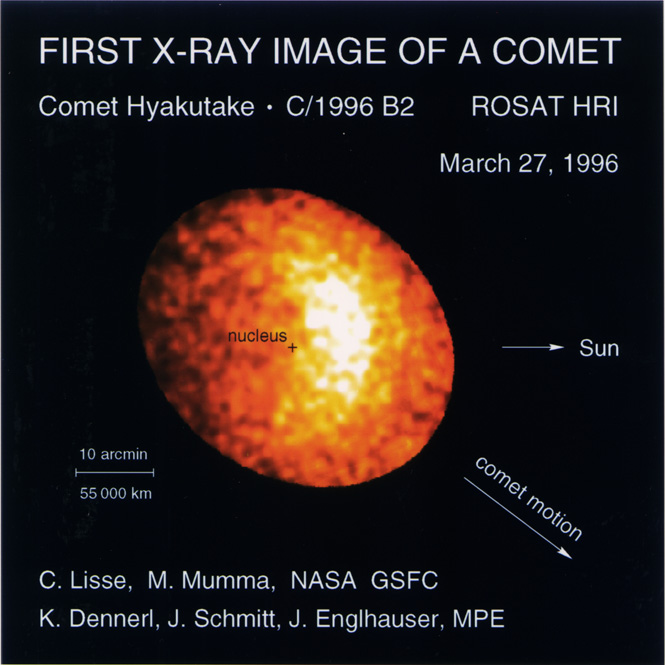
Комета C/1996 B2 (Хякутакэ); снято спутником ROSAT в рентгеновском диапазоне
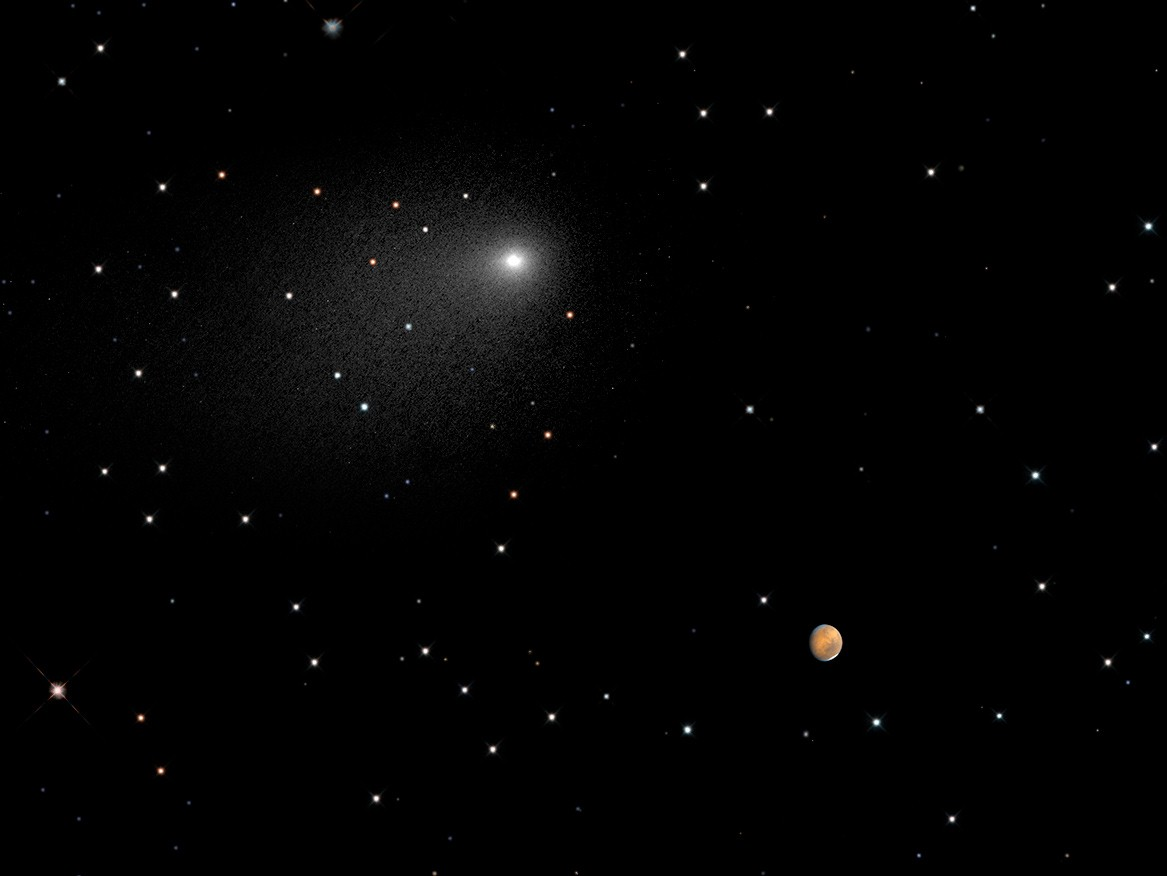
Комета C/2013 A1 (Макнота) проходит рядом с Марсом 19 октября 2014 (композиция двух снимков «Хаббла»)[прим. 1]
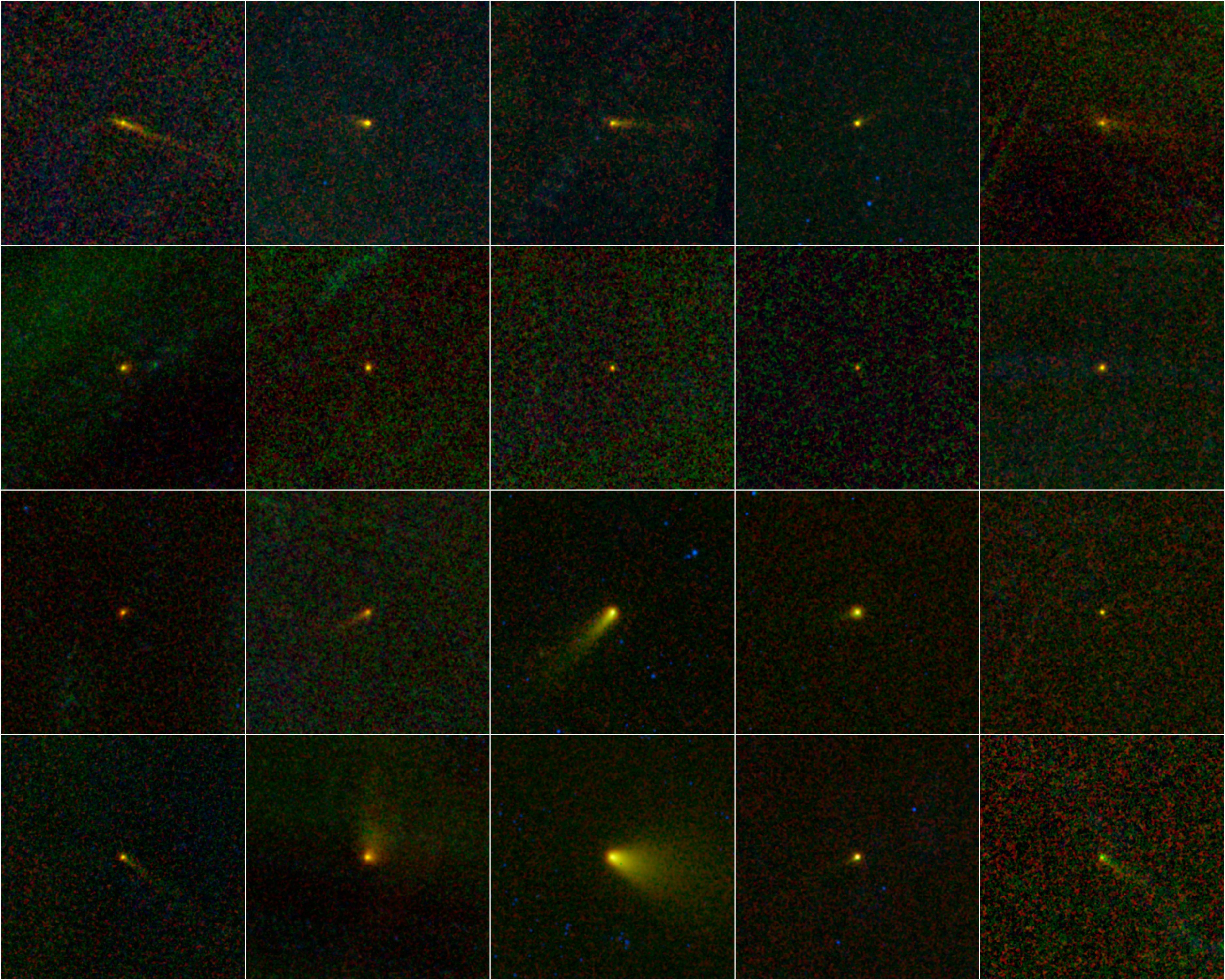
20 комет, обнаруженных в рамках программы NEOWISE (снимок в ИК-диапазоне)
Комета C/2011 W3 (Лавджоя) из группы Крейца приближается к Солнцу, видно взаимодействие между её хвостом и солнечным ветром; снимок STEREO‑A
Вид с ударника зонда «Дип Импакт» в последние минуты перед его столкновением с кометой 9P/Темпеля
Корональный выброс массы отрывает хвост кометы Энке